# Флаг Черногории
Флаг Черногории (черног. Застава Црне Горе / Zastava Crne Gore) — один из государственных символов страны, принят в 2004 году.

## Описание
Флаг Черногории представляет собой прямоугольное полотнище красного цвета с золотыми краями, с соотношением сторон 1:2, в центре которого — изображение государственного герба.

## История
Флаг Черногории до утраты независимости в 1918 году представлял собой полотнище с тремя горизонтальными полосами, сверху вниз — красного, синего и белого цветов, и помещённым в центре государственным гербом (чтобы отличать от флага Сербии аналогичных цветов). Флаг был принят по аналогии с флагом России; более того, военно-морской флаг Черногории представлял собой Андреевский флаг, то есть копию российского военно-морского флага.
В 1918—1941 годах Черногория не имела собственного флага. Во время германской оккупации (режим Дрлевича) использовался красный флаг с изображением орла и льва, то есть военный флаг черногорской армии до 1918 года.
Флаг Социалистической республики Черногория имел те же цвета, что были до утраты независимости (красно-сине-белый), но вместо герба в его центре была изображена красная звезда.
После распада социалистической Югославии и образования Союзной Республики Югославия, в 1993—2004 гг. представлял собой прямоугольное полотнище с соотношением сторон 1:3, состоящее из трёх равновеликих полос — верхней красной, средней голубой и нижней белой. Традиционный синий цвет средней полосы был изменён на голубой, чтобы отличать флаг от флага Сербии.

## Современный флаг
По мере того, как лидер Черногории М. Джуканович начал вести политику обособления Черногории от Югославии, у него возникла потребность во флаге, который бы не напоминал о единстве с Сербией. В связи с этим с 2004 году был принят новый флаг — красный с изображением государственного герба и золотой каймой по краям. Интересно, что данный флаг лишь незначительными деталями отличается от военного флага черногорской народной армии, который одновременно был флагом коллаборационистского режима Дрлевича времён 2-й мировой войны, который, в свою очередь, являлся историческим флагом княжества Черногория.

## Неофициальный флаг
В настоящее время сторонники единства сербского и черногорского народов зачастую используют неофициальный флаг Черногории, объединяющий современный флаг и флаг 1993 года: красно-голубо-белый с вышитым по центру золотым орлом (в частности такой флаг можно было видеть среди противников выхода Черногории из межгосударственного союза с Сербией в 2006 и противников отделения Косово от Сербии в 2008).

## Исторические флаги Черногории
| Флаг | Даты      | Использовался                                                                      | Описание                                                                                               |
| ---- | --------- | ---------------------------------------------------------------------------------- | --- |
|      | 1451-1496 | Флаг средневекового черногорского государства Зета                                 | Красное полотнище с золотым двуглавым орлом — гербом Черноевичей                                       |
|      | 1516-1852 | Флаг Княжества-епископства Черногория                                              | Красный флаг с белой окантовкой, белый лапчатый крест в центре                                         |
|      | 1767-1773 | Флаг Княжества-епископства Черногория во времена правления Стефана Малого          | Белый фон с красной окантовкой                                                                         |
|      | 1852-1860 | Флаг Княжества Черногория при Данило I Пе́тровиче                                   | Красный флаг с белой окантовкой. Белый двуглавый орёл с монограммой «ДI» на щите и золотым львом снизу |
|      | 1860-1905 | Флаг Княжества Черногория при Николе I Пе́тровиче                                   | Красный флаг с белой окантовкой. Белый двуглавый орёл с монограммой «HI» на щите и золотым львом снизу |
|      | 1881-1918 | Торговый флаг Княжества Черногория                                                 | Красно-сине-белый триколор с красной княжеской короной и монограммой «HI»                              |
|      | 1905-1918 | Государственный флаг Княжества (1905-10) и Королевства Черногория (1910-18)        | Красно-сине-белый триколор с белым двуглавым орлом                                                     |
|      | 1905-1918 | Гражданский флаг Княжества (1905-10) и Королевства Черногория (1910-18)            | Красно-сине-белый триколор                                                                             |
|      | 1941-1944 | Флаг Королевства Черногория во время итальянской оккупации во вторую мировую войну | Красно-сине-белый триколор                                                                             |
|      | 1945-1993 | Флаг Социалистической Республики Черногория в составе СФРЮ                         | Красно-сине-белый триколор с красной звездой в золотой окантовке                                       |
|      | 1993-2004 | Флаг Республики Черногория в составе Союзной Республики Югославия                  | Красно-голубо-белый триколор                                                                           |